# Тетригіди
Тетригіди (Tetrigidae) — родина прямокрилих комах підряду Коротковусі прямокрилі (Caelifera). Родина містить понад 250 родів та понад 1700 видів. Родина поширена по всьому світі, але максимальне різномаїття зустрічається у тропіках.

## Опис
Це одні із найдрібніших прямокрилих з темним тілом, забарвленим під колір землі, і характерною переднеспинкою, витягнутою ззаду в довгий відросток, що прикриває зверху черевце. Надкрила у них якщо і є, то дуже короткі, у вигляді невеликих лопатей. Крила ж розвинені нормально. Раніше передбачалося, що тетригіди не стрекочуть і позбавлені органів слуху, але починаючи з 1998 року проводяться різні дослідження, що довели зворотне.

## Спосіб життя
У тропіках тетригіди представлені великою різноманітністю видів. Біологія цих саранових досить своєрідна. Це герпетобіонти, що мешкають на сирих луках, узліссях лісів, на берегах водойм. Постійно стрибаючи близько води, вони можуть потрапляти в неї, причому деякі види в цих випадках здатні плавати і навіть пірнати. Будучи вихідцями з тропіків, тетригіди відрізняються своєрідним ритмом розвитку. В наших умовах вони зимують у вигляді личинок або дорослих комах. У деяких видів може бути 2-3 покоління в році.